# Barylypa jakovlevi
Barylypa jakovlevi là một loài tò vò trong họ Ichneumonidae.